# Schjellerup (cráter)

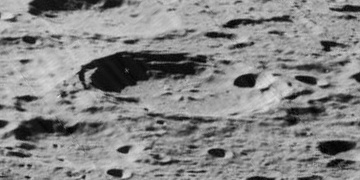
Imagen oblicua de la misión Lunar Orbiter 5, mirando al oeste

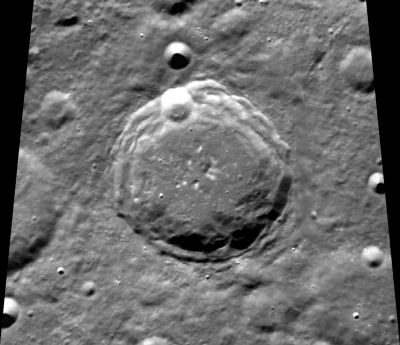
Fotografía de la misión Clementine (1994)

Schjellerup es un cráter de impacto que se encuentra en las latitudes más al norte de la cara oculta de la Luna, al suroeste de Karpinskiy de mayor tamaño, y al noreste de Gamow. Al noroeste de Schjellerup está el cráter Seares y al sur-sureste se halla Avogadro.
Se trata de un cráter razonablemente bien conservado que ha sufrido solo un grado marginal de desgaste por impactos posteriores. El impacto de superposición más notable es un cráter en forma de copa en la pared interior norte-noroeste. El contorno del borde aparece bien definido, aunque las paredes interiores tienen los característicos aterrazamientos. El suelo interior es relativamente nivelado, con la excepción de algunas colinas bajas agrupadas alrededor del punto medio.

## Cráteres satélite
Por convención estos elementos son identificados en los mapas lunares poniendo la letra en el lado del punto medio del cráter que está más cercano a Schjellerup.
|             | \| Schjellerup \| Coordenadas \| Diámetro \| \| ----------- \| ------------------------------ \| -------- \| \| H \| 68°30′N 167°24′E / 68.5, 167.4 \| 21 km \| \| J \| 68°06′N 161°24′E / 68.1, 161.4 \| 37 km \| \| N \| 66°36′N 154°18′E / 66.6, 154.3 \| 38 km \| \| R \| 68°42′N 152°12′E / 68.7, 152.2 \| 54 km \| |          |
| Schjellerup | Coordenadas | Diámetro |
| H           | 68°30′N 167°24′E / 68.5, 167.4 | 21 km    |
| J           | 68°06′N 161°24′E / 68.1, 161.4 | 37 km    |
| N           | 66°36′N 154°18′E / 66.6, 154.3 | 38 km    |
| R           | 68°42′N 152°12′E / 68.7, 152.2 | 54 km    |